# Аларгич, Юдита
Юдита Аларгич-Стамболич (сербохорв. Judita Alargić-Stambolić / Јудита Аларгић-Стамболић; 1 августа 1917, Нови-Сад — 2011, Белград) — партизанка времён Народно-освободительной войны Югославии, общественно-политический деятель СР Сербии. Жена председателя Президиума СФРЮ в 1982—1983 годах Петара Стамболича.

## Биография
Родилась 1 августа 1917 года в Нови-Саде. До войны состояла в революционном рабочем движении, в 1939 году принята в подпольную Коммунистическую партию Югославии. В сентябре 1940 года была одной из двух женщин-делегатов на Шестой краевой конференции КПЮ в Воеводине. После начала войны против Германии уехала из Белграда в Обреновац и занялась подготовкой вооружённого восстания. Была курьером, поддерживавшим связь Посавского партизанского отряда с Сербским краевым комитетом КПЮ в Белграде. После Первого антипартизанского наступления и отступления в Санджак участвовала в организации партизанских больниц в Радоине около Нова-Вароша.
В начале 1942 года Юдита Аларгич была назначена политруком больницы, позже с группой раненых ушла в Черногорию. Была политруком Центральной больницы НОАЮ в Фоче и членом политотдела 2-й пролетарской ударной бригады. Делегат на I конференции Женского антифашистского фронта 6 декабря 1942 года в Босански-Петроваце, член Исполнительного комитета ЖАФ. В начале 1943 года назначена инструктором ЦК КПЮ в окрестностях Бихача, в конце года стала членом политотдела 13-й пролетарской ударной бригады. В сентябре 1944 года направлена в Воеводину, где оставалась до конца войны. Майор запаса ЮНА.
После окончания войны Аларгич продолжила свою борьбу за эмансипацию женщин, будучи членом революционерок, сделавших большую политическую карьеру. Член горкома Союза коммунистов Белграда, председатель Союза женских обществ Белграда, член Главного комитета Женского антифашистского фронта Сербии. Окончила высшую политшколу имени Джуро Джяковича в Белграде, в июне 1959 года избрана в ЦК Союза коммунистов Сербии на IV конгрессе Союза коммунистов Сербии.
Была замужем за Народным героем Югославии и главой Президиума СФРЮ в 1982—1983 Петаром Стамболичем (1912—2007), занимавшим в 1963—1967 должность главы Союзного исполнительного вече СФРЮ. Скончалась в 2011 году. Награждена рядом орденов и медалей, в том числе Партизанским памятным знаком 1941 года, орденом «За храбрость» и орденом Партизанской Звезды III степени с ружьями.